# Gerhard Helskog
Gerhard By Helskog, född 6 maj 1963 i Vefsn, är en norsk journalist som 1992–2021 arbetade för norska TV2. Han har gjort sig känd bland annat genom sin undersökande journalistik om den norska hälsovården, kvinnlig könsstympning och tvångsäktenskap, och om norskt och utländskt spionage och avslöjandet av Stay behind-gruppens existens ("Norges hemliga här"), journalistik knuten till förhållandena runt stortingspolitikern Jan Simonsen och om dopningsbeställningar till norska idrottstrupper som blev förstasidesstoff i norska tidningar och ledde ända in till rättsväsendet. Helskog är också känd för en rad personporträtt. Det var för honom som Norges statsminister Jens Stoltenbergs syster Nini Stoltenberg för första gången berättade om sitt liv som narkoman.
Helskog och/eller de redaktioner han har lett har prisats flera gånger: Hirschfeldtprisen 1987 (för reportageprojektet "Tid for nærhet" i Østlandets Blad), Amanda-prisen 1991, SKUP-diplom (SKUP = Stiftelsen for en Kritisk og Undersøkende Presse) 1993, 1999 och 2000 och Gullruten 2001. 2020 tilldelades Helskog Oslo redaktørforenings hederspris.
I december 2021 lät Helskog meddela att han slutar som journalist då han fått diagnosen Parkinsons sjukdom.

## Utbildning och karriär
Helskog studerade historia på Universitetet i Oslo och har tagit en bedriftsekonomexamen på Bedriftsøkonomisk Institutt.
Hans karriär som journalist började på Østlandets Blad 1983. 1988 blev han politisk reporter på NRK Østlandssendingen, 1990 programledare på NRK TV och 1991 journalist på Dagbladet.
Från 1992 var han med i uppbyggandet av den kommersiella tv-kanalen TV2. Det första programmet han ledde var Dokument2, där han bedrev undersökande journalistik. 1995 kom Bak din rygg, som tog upp spionageverksamheten under Kalla kriget, sett utifrån ett norskt perspektiv. Det gjorde även en dokumentärfilm utifrån serien, där Helskog var manusförfattare. Bland de saker han avslöjade under arbetet var Arbeiderpartiets övervakning av kommunister och Sovjets spiongeverksamhet i Norge.
Mellan 1999-2002 var han programledare för TV2:s magasin Rikets tilstand. Programmet etablerade sig snart som TV2:s flaggskepp på den undersökande journalistikens område, och Helskog och hans redaktion prisades med SKUP-diplomet två gånger, ett av de mest eftertraktade journalistutmärkelserna.
Våren 2004 blev han TV2:s utrikeskorrespondent i USA, med bas i Washington DC. Denna post hade han fram till 1 juli 2007, då han började arbeta med utrikesnyheter för TV2:s nyhetsredaktion i Oslo.

## Scoop, hot, kontroverser och rättegångar
Några av Rikets tilstand-programmens avslöjanden ledde till stora kontroverser. Kritikerna som efterhand uttalade sig har också riktat sina anklagelser mot redaktören mer personligt ("oefterrättelig och sensationslysten"). Helskog har varit eftersökt ett flertal gånger i samband med reportagen, men har vunnit samtliga rättegångar.
Flera av de saker Helskog uppmärksammade under programserien ledde till stora uppståndelser och till politiska initiativ. I "Norske jenter omskjæres" (två program hösten 2000) avslöjade Rikets Tilstand att flickor som växer upp i Norge sänds till familjens ursprungliga hemland eller andra länder för att omskäras. Enligt norsk lag räknas detta som könsstympning, och hindrar att flickor i Norge blir omskärda i enlighet med gamla muslimska traditioner, speciellt i afrikanska länder. Helskog utsattes för hot efter dessa program.
Två program i oktober 2001 handlade om förhållanden knutna till den dåvarande Frp- och stortingspolitikern Jan Simonsen. Direkt efter att det första programmet sänts, exkluderades Simonsen av sitt eget fylkeslag, Rogaland Frp, som menade att hans livsföring inte lämpade sig för en stortingsrepresentant. Programmet utlöste också kritik mot Simonsen från partiledaren Carl I. Hagen, och det ledde en vecka senare till att Frp och Simonsen "bytte lag". Även om spänningarna runt Simonsen inte direkt berodde på Rikets Tilstand, var det ändå det som startat alltihop.